# Elyria, Ohio
Elyria là một thành phố thuộc quận Lorain, tiểu bang Ohio, Hoa Kỳ. Năm 2010, dân số của thành phố này là 54533 người.

## Dân số
- Dân số năm 2000: 55953 người.
- Dân số năm 2010: 54533 người.